# Coenonympha decolorata
Coenonympha decolorata är en fjärilsart som beskrevs av Galvagni 1923/24. Coenonympha decolorata ingår i släktet Coenonympha och familjen praktfjärilar. Inga underarter finns listade i Catalogue of Life.